# Kroppkaka
Il kroppkaka (plurale: kroppkakor) è uno gnocco di patate bollito, tipico della cucina svedese, solitamente ripieno di carne di maiale, cipolla e patate. I kroppkakor sono molto simili ai raspeballer norvegesi, ai cepelinai lituani e ai klöße tedeschi.
I kroppkakor vengono tradizionalmente serviti con burro fuso, marmellata di mirtilli rossi o panna. Esistono diverse varianti regionali della ricetta. Questo piatto viene consumato principalmente nelle province svedesi meridionali di Öland, Småland, Gotland e Blekinge.
A Blekinge e Öland, i kroppkakor sono fatti quasi esclusivamente con patate crude e solo una piccola quantità di patate bollite. Al contrario, nello Småland, essi sono fatti principalmente di patate bollite e una piccola quantità di patate crude, mentre nel Gotland, solo di patate bollite.
Ci sono anche kroppkakor con ripieni diversi, come anguilla e carne di uccelli marini, che storicamente venivano mangiati principalmente dai poveri. Tuttavia, il ripieno più comune è il maiale.
Il kroppkakor proviene dalla zona sud-orientale della Svezia, ma nel nord della Svezia esiste un piatto simile chiamato pitepalt. Il palt è fatto in modo simile, ma gli ingredienti differiscono leggermente; è fatto solo con patate crude e con l'utilizzo della farina di orzo, il che fa la differenza nel gusto.

## Piatti simili
- Kartoffelklöße – gnocchi di patate tedeschi.
- Knödel – gnocchi di patate tipici della cucina dell'Europa centrale e dell'Europa orientale.
- Cepelinai – gnocchi di patate lituani.